# Aliciella cliffordii
Aliciella cliffordii är en blågullsväxtart som beskrevs av J.M.Porter. Aliciella cliffordii ingår i släktet Aliciella och familjen blågullsväxter. Inga underarter finns listade i Catalogue of Life.